# Инженер

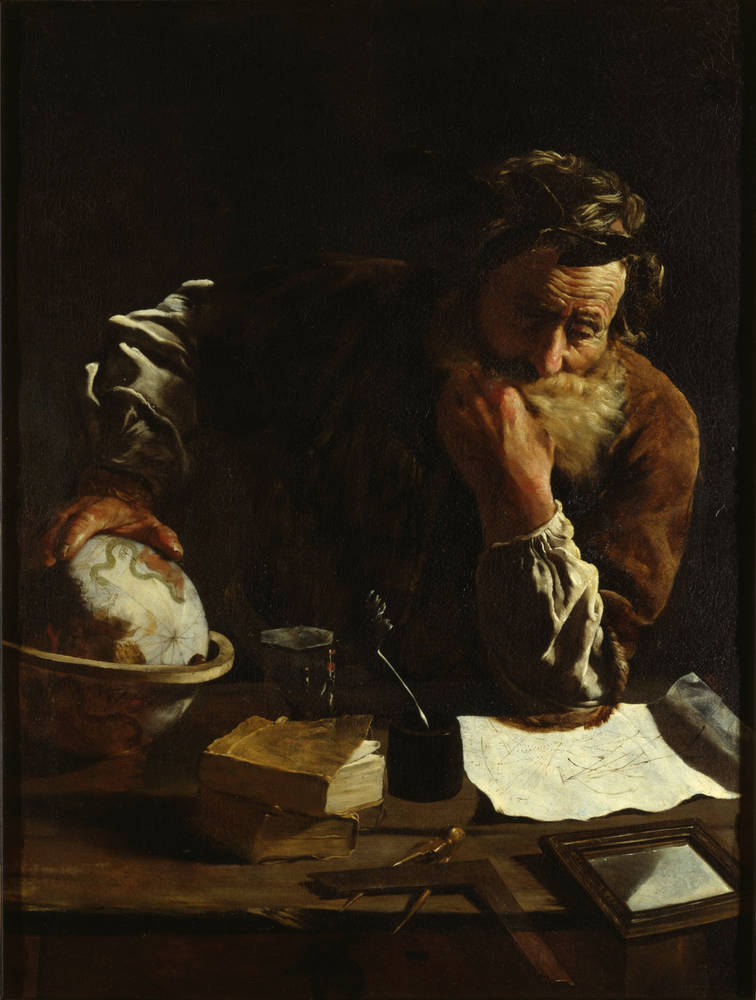
Древнегреческий инженер Архимед (картина Д. Фетти, 1620).

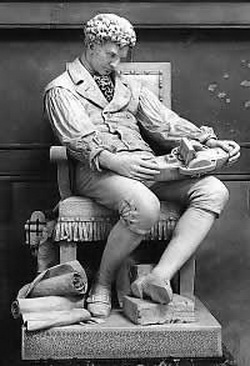
Статуя инженера Роберта Фултона в Капитолии.

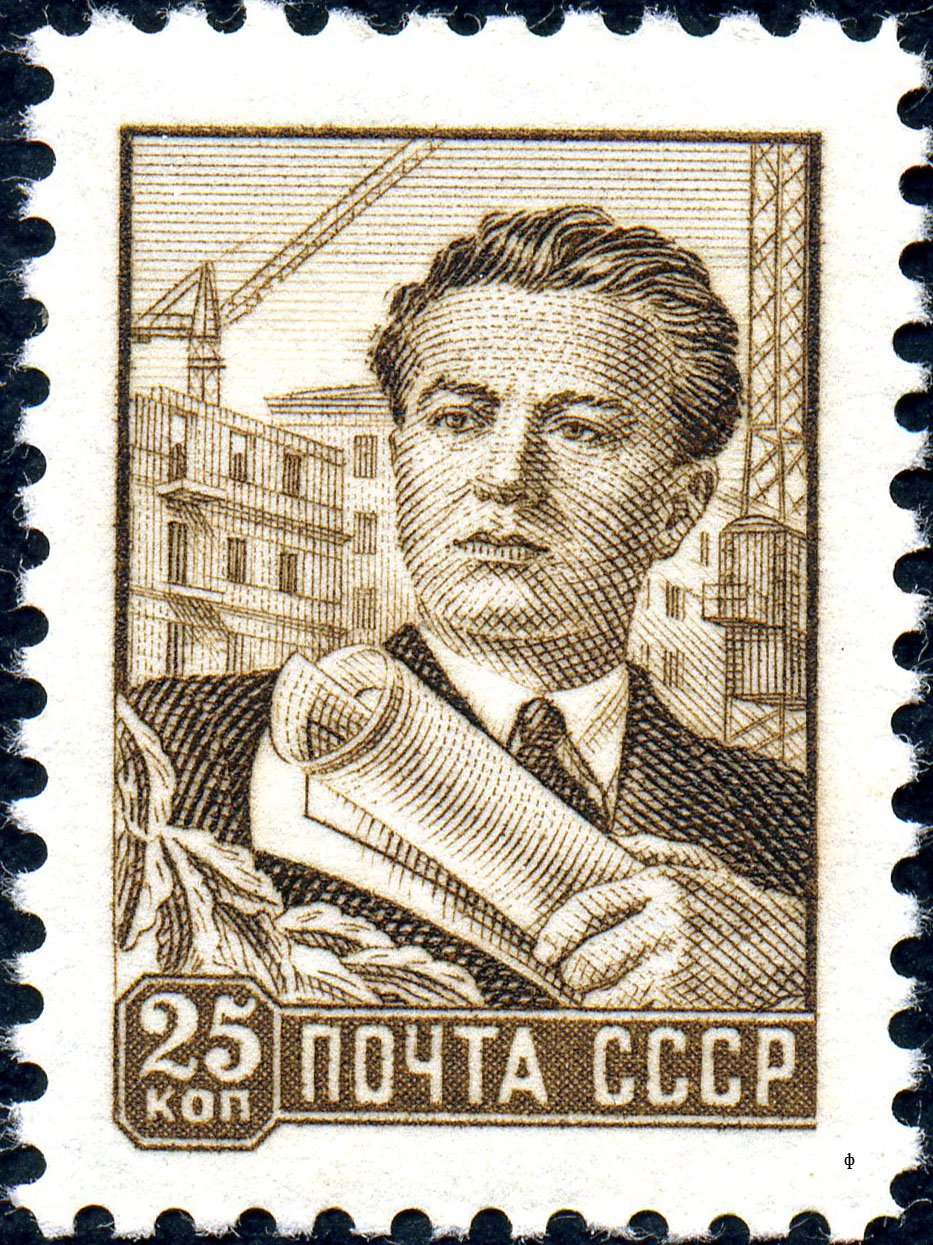
Инженер, марка Почта СССР.

 Инжене́р (фр. ingénieur ← от лат. ingenium — способности, изобретательность) — специалист, осуществляющий инженерную деятельность.
Инженеры вовлечены, как правило, во все процессы жизненного цикла технических устройств, являющихся предметом инженерного дела, включая прикладные исследования, планирование, проектирование, конструирование, разработку технологии изготовления (сооружения), подготовку технической документации, производство, наладку, испытание, эксплуатацию, техническое обслуживание, ремонт, утилизацию устройства и управление качеством.
Основным содержанием деятельности инженера является разработка новых и/или оптимизация существующих инженерных решений. Например, оптимизация проектного решения (в том числе вариантное проектирование), оптимизация технологии, менеджмент и планирование, управление разработками и непосредственное контролирование производства. Новые инженерные решения зачастую выливаются в изобретения. В своей деятельности инженер опирается на фундаментальные и прикладные науки.

## История
Во втором веке до н. э. инженерами называли создателей и операторов военных машин. Понятие «гражданский инженер» появилось в XVI веке в Голландии применительно к строителям мостов и дорог, затем в Англии, Пруссии и России. В русском войске XVI века инженеры назывались «розмыслами». Понятие и звание инженера давно применялись в России, где инженерное образование началось с основания Петром I в 1701 году в Москве Школы математических и навигационных наук (Школа Пушкарского приказа), а затем в 1712 году первой инженерной школы.
В 1728 году в Российской армии вводится должность генерал-инженера.
В 1809 году в Петербурге появляется Институт инженеров путей сообщения, где организованные по военному принципу кадеты-воспитанники изучали математику, архитектуру и начертательную геометрию, учились 4 года и выпускались инженерами в чине поручиков.
В 1819 году в Петербурге Михайловский замок переименовывают в Инженерный замок, по причине переведенного туда Инженерного училища.
В 1834 году был учрежден Корпус горных инженеров, который состоял из офицеров, имевших специальные знаки отличия (мундиры и перекрещенные молотки на пуговицах).

## Инженерные организации
Инженеры объединяются в национальные, региональные и международные научные общества и профессиональные ассоциации, к примеру Американское общество инженеров-механиков (США), Институт инженеров электротехники и электроники (США), Российская инженерная академия, Российский союз инженеров. Посредством этих организаций осуществляется координация научных исследований, разработка технических стандартов, повышение квалификации, защита и представление интересов инженерного сообщества и другая деятельность. Основной формой обмена идеями, информацией и опытом для инженерного сообщества являются публикации в профессиональных изданиях, а также профессиональные научные и научно-практические форумы — съезды, конференции, семинары.

## Инженерные обязанности
Примерный список должностных обязанностей инженера:
- С использованием средств вычислительной техники, коммуникаций и связи, выполняет работы в области научно-технической деятельности по проектированию, строительству, информационному обслуживанию, организации производства, труда и управления, метрологическому обеспечению, техническому контролю и т. п.
- Разрабатывает методические и нормативные документы, техническую документацию, а также предложения и мероприятия по осуществлению разработанных проектов и программ.
- Проводит технико-экономический анализ, комплексно обосновывает принимаемые и реализуемые решения, изыскивает возможности сокращения цикла выполнения работ (услуг), содействует подготовке процесса их выполнения, обеспечению подразделений предприятия необходимыми техническими данными, документами, материалами, оборудованием и т. п.
- Участвует в работах по исследованию, разработке проектов и программ предприятия (подразделений предприятия), в проведении мероприятий, связанных с испытаниями оборудования и внедрением его в эксплуатацию, а также выполнении работ по стандартизации технических средств, систем, процессов, оборудования и материалов, в рассмотрении технической документации и подготовке необходимых обзоров, отзывов, заключений по вопросам выполняемой работы.
- Изучает и анализирует информацию, технические данные, показатели и результаты работы, обобщает и систематизирует их, проводит необходимые расчеты, используя современную электронно-вычислительную технику.
- Составляет графики работ, заказы, заявки, инструкции, пояснительные записки, карты, схемы, другую техническую документацию, а также установленную отчетность по утверждённым формам и в определенные сроки.
- Оказывает методическую и практическую помощь при реализации проектов и программ, планов и договоров.
- Осуществляет экспертизу технической документации, надзор и контроль за состоянием и эксплуатацией оборудования.
- Способствует развитию творческой инициативы, рационализации, изобретательства, внедрению достижений отечественной и зарубежной науки, техники, использованию передового опыта, обеспечивающих эффективную работу предприятия.

## Необходимые знания
- Директивные и распорядительные документы, методические и нормативные материалы по вопросам выполняемой работы; перспективы технического развития и особенности деятельности предприятия (подразделений предприятия).
- Принципы работы, технические характеристики, конструктивные особенности разрабатываемых и используемых технических средств, материалов и их свойства.
- Современные средства вычислительной техники, коммуникаций и связи.
- Методы исследования, правила и условия выполнения работ.
- Основные требования, предъявляемые к технической документации, материалам, изделиям.
- Действующие стандарты, технические условия, положения и инструкции по составлению и оформлению технической документации.
- Методы проведения технических расчетов и определения экономической эффективности исследований и разработок.
- Достижения науки и техники, передовой отечественный и зарубежный опыт в соответствующей области деятельности.
- Основы экономики, организации труда и управления.
- Основы трудового законодательства.
- Правила и нормы охраны труда.

## Требования к квалификации
Инженер III категории: высшее профессиональное (техническое) образование без предъявления требований к стажу работы или среднее профессиональное (техническое) образование и стаж работы в должности техника I категории не менее 3 лет либо других должностях, замещаемых сотрудниками со средним профессиональным образованием, не менее 5 лет.
Инженер II категории: высшее профессиональное (техническое) образование и стаж работы в должности инженера или других инженерно-технических должностях, замещаемых специалистами с высшим профессиональным образованием, не менее 3 лет.
Инженер I категории: высшее профессиональное (техническое) образование и стаж работы в должности инженера II категории не менее 3 лет.

### Строительство
В России для оценки соответствия проектной документации на здания и сооружения обязательным требованиям в проектной документации делается заявление о таком соответствии. Заявление с соответствующей записью в документации делает главный инженер проекта, либо главный архитектор проекта.
С июля 2017 года в российском законодательстве появляются термины: «специалист по организации инженерных изысканий», «специалист по организации архитектурно-строительного проектирования», «специалист по организации строительства». Информация о них должна содержаться в национальном реестре специалистов:Ст. 1 п.17. Такие специалисты могут выполнять обязанности главных инженеров проектов или главных архитекторов проектов:Ст. 1 п.16. Именно за ними закреплено право подписи документа по качеству, контролю, приемке выполненных работ, вводу в эксплуатацию, поскольку они несут за это персональную ответственность.
Для того, чтобы специалист мог быть включен в реестр, требуется:
- наличие высшего образования в области строительства;
- опыт работы в строительстве на инженерных должностях не менее чем три года;
- общий опыт работы в строительстве не менее десяти лет;
- повышение квалификации в области строительства не реже одного раза в пять лет[6]:Ст. 1 п.17.

## Цитаты
Княгиня М. К. Тенишева о петербургских инженерах в России XIX века:

Почему-то у нас на Руси люди, занимающиеся какой-либо специальностью, считают совершенно лишним, кроме своего дела, интересоваться чем-либо отвлечённым, цивилизоваться, расширить свои понятия, культивироваться. Особенно это бросается в глаза среди инженеров. Но тут, на заводе, эти отталкивающие черты были подчёркнуты во сто раз.

К чему таким людям деньги? Живут они в полнейшей мещанской обстановке, бессодержательно, плоско, делясь между небрежно выполняемыми обязанностями службы и ужинами и обедами с реками выпиваемого шампанского, с игрой в карты до зари. Вкусы их, интересы — мелкие, маленькие, разговоры пошлые. В доме у них, как роскошь, конечно, изобилует венская мебель…